# Guaraqueçaba
Guaraqueçaba è un comune del Brasile nello Stato del Paraná, parte della mesoregione Metropolitana de Curitiba e della microregione di Paranaguá. Si trova a 173 km dalla capitale dello Stato Curitiba.
Il municipio di Guaraqueçaba è al centro di un'area di grande interesse ambientale e costituisce il punto di accesso a diverse aree di protezione ambientale:
- Area di protezione ambientale di Guaraqueçaba
- Parco nazionale di Superaguì
- Riserva del Sebuí
- Riserva del Salto Morato

Fa parte del territorio comunale anche l'Isola dei Pinheiros, disabitata.